# Тимчасовий захист для біженців з України в ЄС
Тимчасовий захист для біженців з України в ЄС — правовий механізм, який надає українським біженцям право на проживання та працевлаштування, доступ до соціального житла, права на фінансову та медичну допомогу, соціальні послуги, а також свободу пересування в межах ЄС.
27 лютого 2022 року Рада з питань правосуддя і внутрішніх справ ЄС запустила в дію механізм тимчасового захисту для біженців з України як відповідь на виклики, що виникли через початок російсько-української війни 24 лютого 2022 року. 4 березня він був активований Європейською Радою через ухвалення рішення № 2022/382.
Станом на 31 жовтня 2024 року понад 4,2 мільйона українців внаслідок російської агресії проти України отримали тимчасовий захист у Європейському Союзі. Найбільше українців прийняли Німеччина, Польща та Чехія.

## Правові колізії
Механізм діє на основі директиви Ради ЄС від 2001 року про тимчасовий захист. Там вказано, що тимчасовий захист за будь-яких обставин не може надаватися більше, ніж на три роки, і він не може перезапускатися кілька разів відносно однієї категорії переміщених осіб. Відповідно, тимчасовий захист для українців мав би діяти до 4 березня 2025 року. Наразі у країнах ЄС намагаються вирішити, як діяти, якщо російсько-українська війна не завершиться у 2025 році.

### Болгарія
Уряд Болгарії продовжив до березня 2025 року схему державної підтримки для українців, які рятуються в країні від війни. Попередньо її дія мала закінчитися 31 грудня 2023 року. За час повномасштабної війни 2,3 млн українців приїхало у Болгарію, станом на початок 2024 року — 52 тис. українців лишалися в країні.

### Люксембург
Прихисток для українців в країні продовжили до 4 березня 2025 року. Наразі у Люксембурзі проживає понад 4200 людей, які користуються тимчасовим захистом.

### Норвегія
У Норвегії пропонують продовжити дію тимчасового колективного захисту для переселенців з України із трьох до п'яти років.

### Польща
У лютому 2024 року Сейм Польщі продовжив прихисток для людей, які прибули до країни через російську агресію, до 30 червня 2024 року. Переселенці можуть продовжувати легально жити, працювати та отримувати допомогу на дітей. При цьому термін дії посвідчень про тимчасовий захист для іноземців діятиме до 4 березня 2025 року, але незрозуміло, яка соціальна допомога та пільги надаватимуться після 30 червня 2024 року.

### Португалія
Українці зможуть залишитися в країні до кінця 2024 року. Відповідно до постанови дію Директиви про тимчасовий захист у Португалії у лютому 2024 року продовжили ще на 10 місяців. З 2022 року документ продовжували вже двічі — щоразу строком на 6 місяців.
За даними Євростату близько 58 тисяч українців користуються тимчасовим захистом у Португалії.

### Словаччина
Словаччина продовжила до 4 березня 2025 року термін дії тимчасового притулку (Dočasné útočisko) для українців. Оновити документ можна через електронні служби Міністерства внутрішніх справ Словацької Республіки.

### Чехія
Міністерство внутрішніх справ Чехії презентувало поправки до закону Lex Ukraine VII. Відповідно до змін українцям, що рятуються від війни, пропонують довгострокові посвідки на проживання. Для цього потрібно буде виконати кілька умов: перебувати в Чехії з тимчасовим захистом 2 роки та бути економічно незалежними.

### Швейцарія
Швейцарія дозволила українцям, які отримали роботу у Швейцарії, змінити статус S (тимчасовий захист) на статус B (посвідка на довгострокове проживання). Її надають строком на 5 років для: висококваліфікованих працівників, підприємців, студентів швейцарських університетів.
Станом на 2024 рік 32 % українських біженців отримали роботу у Швейцарії.

## Кількість біженців
За даними Євростату станом на травень 2024 року у країнах ЄС перебувають 4,2 мільйони українців, які отримали тимчасовий захист. З них 46,7 % українських громадян — жінки, 35,3 % — діти, 18 % — дорослі чоловіки.
Найбільше українців, які отримали тимчасовий захист, перебувають:
- в Німеччині (1 301 790 людей; 30,9 % від загальної кількості)
- Польщі (955 520 людей; 22,7 %)
- Чехії (364 375 людей; 8,7 %).

## Тимчасовий захист в інших країнах світу

### Австралія
У березні 2024 року в Австралії відбулася акція із закликом до уряду дозволити українським біженцям подавати документи на постійне проживання опісля того, як у 2025 році завершаться їхні гуманітарні візи. Поки ж українці можуть подати заяву на проміжну візу. Вона дозволить переселенцям перебувати в країні на законних підставах, «поки їхній імміграційний статус буде вирішено».
Через повномасштабну війну до Австралії прибуло 11 тисяч українців. Вони отримали різні типи віз. Близько 3790 українців отримали трирічні тимчасові гуманітарні візи за спеціальною програмою уряду Австралії.

### Ізраїль
Окружний суд Тель-Авіва має намір видати всім переселенцям з України візу типу 2А5. Документи будуть дійсними до 31 грудня 2024 року. Віза 2A5 зазвичай видається претендентам на статус біженця на період розгляду їх заяви. Люди, які мають ці документи, мають право на офіційне працевлаштування, відкриття банківського рахунку, медичне страхування.
Українці, які хочуть оформити візу 2A5, повинні звернутись до територіальних відділень Управління у справах народонаселення та імміграції.

### Канада
Українці, які рятуються від війни у Канаді, можуть в'їхати до країни за спрощеною системою до 31 березня 2024 року. Далі переселенці можуть скористатися карткою постійного місцевого жителя.
У березні 2024 року Канада оголосила, що планує скоротити кількість тимчасових мешканців до 5 % населення із 6,2 %. Це пов'язано з кризою доступності та  житла у Канаді.
Кількість мігрантів буде скорочено протягом наступних трьох років, а перше обмеження встановлять у вересні 2024 року. Рішення стосуватиметься: іноземних студентів, іноземних працівників і шукачів притулку. Чи стосуватимуться зміни українців поки не відомо.

### Молдова
Українським переселенцям у Молдові автоматично продовжать документ, що посвідчує особу отримувача тимчасового захисту. Він діятиме до 1 березня 2025 року.
Нині на території Молдови перебувають понад 116 тисяч переселенців з України. Майже 39 тисяч пройшли попередню реєстрацію для отримання тимчасового захисту, ще понад 30 тисяч людей вже мають документи, які посвідчують особу.

## Список приміток
1. ↑  Статус українських біженців у ЄС лише на три роки. Що далі?. Економічна правда (укр.). Процитовано 15 травня 2024.
2. ↑  Temporary protection for 4.2 million people in October // Eurostat. — 6 December 2024(англ.)
3. ↑  Чи продовжать тимчасовий захист для українців в ЄС: що відомо?. Евакуація.City (укр.). Процитовано 15 травня 2024.
4. ↑  Болгарія продовжила тимчасовий захист для українців: до якої дати? (оновлено). Евакуація.City (укр.). Процитовано 16 травня 2024.
5. ↑  Тимчасовий захист для українців у Люксембурзі продовжили: на який термін?. Евакуація.City (укр.). Процитовано 15 травня 2024.
6. ↑  Норвегія може продовжити дію тимчасового колективного захисту для українців: на який термін?. Евакуація.City (укр.). Процитовано 15 травня 2024.
7. ↑  У Польщі продовжили тимчасовий захист для українських переселенців: на який термін?. Евакуація.City (укр.). Процитовано 15 травня 2024.
8. ↑  Португалія продовжила тимчасовий захист для переселенців з України: на який термін?. Евакуація.City (укр.). Процитовано 15 травня 2024.
9. ↑  Словаччина продовжила тимчасовий захист для українців: на який термін? (оновлено). Evacuation.city. 15 травня 2024 року.
10. ↑  Українці в Чехії зможуть отримати посвідку довгострокового проживання: що відомо?. Евакуація.City (укр.). Процитовано 15 травня 2024.
11. ↑  Швейцарія планує надати українцям посвідки довгострокового проживання: за яких умов?. Евакуація.City (укр.). Процитовано 15 травня 2024.
12. ↑  Скільки українців перебувають у ЄС із тимчасовим захистом: дані Євростату. Евакуація.City (укр.). Процитовано 15 травня 2024.
13. ↑  Активісти закликають Австралію дозволити українцям залишитися в країні: деталі. Евакуація.City (укр.). Процитовано 15 травня 2024.
14. ↑  Українські переселенці в Ізраїлі зможуть отримати спеціальні візи: деталі. Евакуація.City (укр.). Процитовано 16 травня 2024.
15. ↑  Канада запровадить обмеження для мігрантів: деталі. Евакуація.City (укр.). Процитовано 15 травня 2024.
16. ↑  Українцям продовжили тимчасовий захист в Молдові: на який термін?. Евакуація.City (укр.). Процитовано 15 травня 2024.